# Better than a Dream
Better than a Dream è un singolo della cantante britannica Katie Melua pubblicato nel 2012, estratto dall'album Secret Symphony.

## Il disco
La canzone è stata scritta e prodotta da Mike Batt.

## Tracce
Download digitale
1. Better than a Dream – 3:10